# Dick Robertson

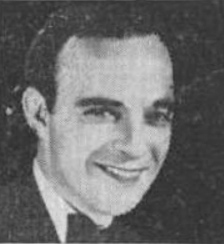
Dick Robertson (etwa 1943)

Dick Robertson (* 3. Juli 1903 in New York City; † 13. Juli 1979) war ein amerikanischer Bigband-Sänger und Songwriter der Swing-Ära.

## Wirken
Robertson begann seine Karriere als Tenor 1927. Er nahm mit den Bands von Sam Lanin, Ben Pollack (1928), Ben Bernie, Nat Shilkret (1929), Red Nichols (1929–1932), Duke Ellington sowie Andy Kirk (1930), Benny Goodman sowie Fletcher Henderson (1931), Adrian Rollini (1933) und Clarence Williams (1934) auf und hatte Hits wie Embraceable You. Weiterhin sang er mit den Bands von Leo Reisman und Roger Wolfe Kahn sowie den Original Memphis Five und erhielt einen Vertrag bei Banner Records. Mehrere Schallplatten, die zwischen 1930 und 1934 bei Labels wie  Melotone/Perfect/Banner/Oriole/Romeo, Crown und Bluebird erschienen, wurden unter dem Namen Dick Robertson and His Collegians veröffentlicht; auch gab er den Namen für das Dick Robertson Orchestra, ein Studioensemble, zu dem zeitweilig Musiker wie Fletcher Henderson, Tommy und Jimmy Dorsey oder Eddie Lang gehörten. Richard J. Johnson und Bernard H. Shirley führen weitere Aufnahmen auf, die unter seiner nominellen Leitung stehend stattfanden. Seine letzte Aufnahmesession als Sänger fand 1949 mit dem Owen Bradley Quintet für Coral Records statt. Im selben Jahr war er noch Namensgeber für eine Radio-Show. Für einige Aufnahmen bei Mayfair Records benutzte er das Pseudonym Bob Richardson; er sang auch unter den Pseudonymen Bob Dixon, Bobby Dix, Chester Leighton, Dan Parker, Donald King sowie Ed Carroll.
Robertsons größter Hit als Songwriter war der Titel We Three (My Echo, My Shadow and Me) von 1940, den die Ink Spots und Frank Sinatra bekanntmachten. Weiterhin verfasste er gemeinsam mit Frank Weldon und James Cavanaugh I’d Do It All Over Again (1945). Häufig gecovert wurde sein Titel (Potatoes Are Cheaper–Tomatoes Are Cheaper) Now's the Time to Fall in Love.